# Colletes araucariae
Colletes araucariae là một loài Hymenoptera trong họ Colletidae. Loài này được Friese mô tả khoa học năm 1910.